# Shakopee
Shakopee – miasto w Stanach Zjednoczonych, w stanie Minnesota, siedziba administracyjna hrabstwa Scott.